# Італійський вольпіно
Вольпіно Італьяно  — собака невеликого розміру, належить до групи європейських шпіців. Недоброзичливо ставляться до сторонніх людей і без вагань подають голос. Гучний голос зробив представників цієї породи чудовими охоронними собачками. 

## Історія
Порода з дуже древніми коренями. Зображення подібних собак були виявлені на предметах 9-го століття до нашої ери. Селяни цінували їх за уважність і пильність, ці собаки завжди своєчасно попереджали гучним гавкотом про наближення сторонніх. Відомо, що у великого скульптора, художника і поета періоду епохи Відродження Мікеланджело був собака цієї породи. У 1965 році в племінну книгу було записано всього 5 собачок цієї породи. У 1984 році італійські кінологи вирішили зробити все для збереження цих собачок. Вони відбирали міцних і здорових собак, що збереглися в сільській місцевості. Популяція була врятована.

## Зовнішній вигляд
Італійський шпіц — компактний собака, невеликого розміру, пропорційної статури. Голова має форму конуса. Черепна частина довша за морду. Форма черепа овальна, а лоб куполоподібний. Спинка носа пряма. Мочка носа чорного кольору. Губи щільно прилягають до зубів. Щелепи добре розвинені. Очі середнього розміру, округлої форми, кольору темної вохри або темного золота з обведенням чорного кольору. Вуха високо посаджені, близько один до одного розташовані, невеликого розміру, трикутної форми. Шия середньої довжини. Корпус квадратного формату. Спина коротка і пряма. Грудна клітка глибока. Живіт в міру підтягнутий. Хвіст високо посаджений, довгий, загнутий в кільце, тримається над спиною. Кінцівки прямі, паралельні один одному. Лапи невеликі, овальної форми з подушечками й кігтями чорного кольору. Шерсть довга, густа і жорстка, стирчить; на шиї утворює комір. Забарвлення однотонне: або білого або рудого кольорів.

## Характер
Мають живий характер. Вони енергійні й шумні собаки. Дуже прив'язуються до свого хазяїна. До чужинців ставляться з підозрою, вони готові у будь-який момент підняти тривогу, і встати на захист свого хазяїна і його майна. З цим собакою неможливо скучати. Дуже важко переносять самотність.

## Догляд
Цей собака дуже швидко адаптується до життя у квартирі. Шерсть у собак цієї породи довга і жорстка. Розчісувати собаку треба часто, - мінімум декілька разів на тиждень. Часто сильно линяють. У цей період його треба вичісувати особливо часто, можна навіть кілька разів на день.

## Здоров'я, хвороби
Походить від фермерських собак, завдяки чому має дуже хороше здоров'я. Жодного захворювання, що передається у спадок у цих собак помічено не було. У них відмінний імунітет, стійкий до різних захворювань. Попри своє прекрасне здоров'я та відмінні фізичні дані, ці собаки, як і усі інші хворіють, тому, якщо у Вас виникають підозри щодо погіршення здоров'я вашого вихованця, відразу ж звертайтеся до фахівців. Також не забувайте своєчасно прищеплювати свого пса.

## Дресирування, тренування
Собака породи Вольпіно італьяно прекрасно піддається дресируванню. З його вихованням впорається будь-який собаківник-початківець. Завдяки своїй кмітливості, ці собаки вмить розуміють, що від них вимагає хазяїн. Самі забезпечують себе усіма необхідними для їх здоров'я навантаженнями. Проте, вони ніколи не відмовляться від тривалих прогулянок і веселих ігор на свіжому повітрі.